# Bernardus Semmelink
Bernardus Semmelink (IJzevoorde, 18 april 1809 - Zutphen, 31 maart 1866) was een Nederlands onderwijzer te Zutphen die veel heeft bijgedragen aan het niveau van het lager onderwijs in Nederland. Tevens is hij de auteur van enkele wiskundige (leer)boeken.

## Beknopte biografie
Bernardus Semmelink werd geboren op de boerenherberg 'Wiemelink' in het gehucht IJzevoorde. Hij was de vijfde zoon van Harmen Semmelink (1766-1820) en Harmina Mellink (1771-1835). Bij het vroege overlijden van zijn broer Jan Zemmelink, zorgde Bernardus voor de voortzetting van zijn school. De latere Groninger industrieel Willem Albert Scholten was een van zijn eerste leerlingen.

## Wetenswaardigheden
- Bernardus Semmelink is de vader van Jan Semmelink (officier van gezondheid), en de oom van Derk Semmelink (architect).

1. ↑  Zutphensche courant, 12 oktober 1892